# Berengaria von Navarra

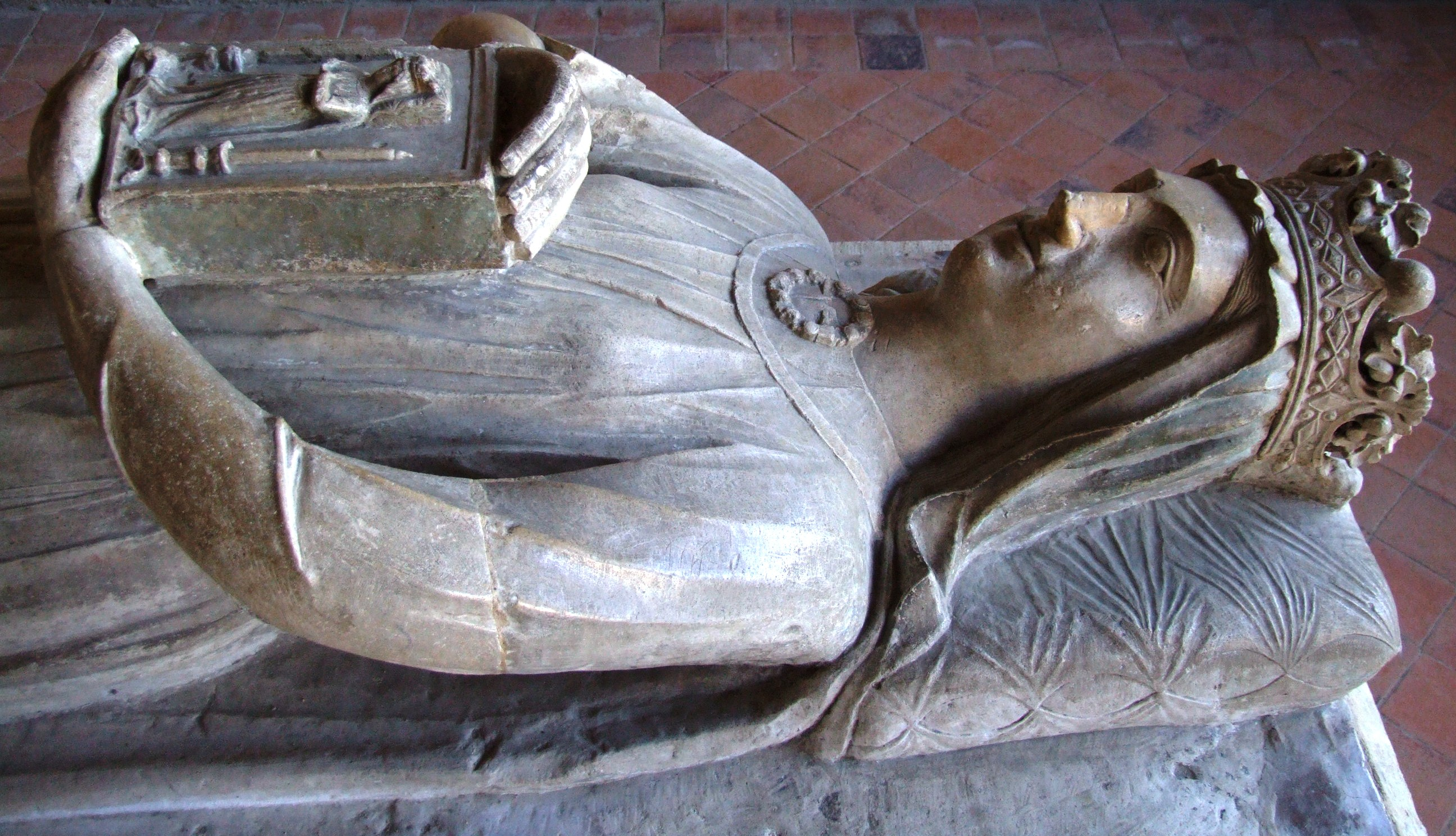
Gisant der Berengaria im Kloster L’Épau

Berengaria (spanisch Berenguela, französisch Bérengère, * etwa zwischen 1165 und 1170; † 23. Dezember 1230) war als Gattin von König Richard Löwenherz von 1191 bis 1199 Königin von England.
Berengaria war die älteste Tochter von König Sancho VI. „dem Weisen“ von Navarra und Sancha von Kastilien, der Tochter von Alfons VII. von Kastilien-León und Berenguela von Barcelona.

## Leben

### Kindheit und Jugend
Wie bei vielen englischen Königinnen des Mittelalters ist wenig über Berengaria bekannt, weil die Chronisten nur wenig über sie schrieben. Wegen Navarras Nähe zu Südfrankreich wuchs die Prinzessin in einem eher provenzalisch als spanisch geprägten Milieu auf. Über ihr Aussehen teilen die mittelalterlichen Geschichtsschreiber nur mit, dass sie dunkle Augen und Haare hatte und schön gewesen sei, wobei letzteres eine Standardbeschreibung der meisten Königstöchter darstellt. Der englische Chronist Richard von Devizes bemerkte hingegen, sie sei eher klug als schön gewesen. Wie viele adlige Damen erhielt sie u. a. Unterweisungen in der Dichtkunst, Musik und im Nähen. Schon lange vor seiner Hochzeit mit Berengaria wurde Richard (I.) Löwenherz, damals noch Graf von Poitou, von Berengarias Bruder Sancho (VII.) zu einem Turnier nach Pamplona eingeladen und soll sich bei dieser Gelegenheit in die junge Prinzessin verliebt und glühende Verse an sie gerichtet haben.

### Heiratsvorbereitungen
1190, ein Jahr nach seinem Herrschaftsantritt als englischer König, nahm Richard Verhandlungen über seine Heirat mit Berengaria auf. Er schickte seine fast 70-jährige Mutter Eleonore von Aquitanien zu diesem Zweck nach Navarra, weil er selbst mit dem französischen König Philipp II. August zum Dritten Kreuzzug aufbrach. Beide Monarchen trafen im September 1190 in Messina auf Sizilien ein, wo Richard seine verwitwete Schwester Johanna aus der Gefangenschaft des neuen Normannenkönigs Tankred von Lecce befreite. Richard schloss später aber mit Tankred einen Vertrag und verbrachte mit Philipp August den Winter 1190/91 auf Sizilien.
Inzwischen war Eleonore entweder persönlich über die Pyrenäen nach Navarra gereist oder hatte eine Delegation dorthin geschickt, um mit Sancho VI. den Heiratsvertrag für Richard und Berengaria abzuschließen. Die Königinmutter befürwortete zumindest diese eheliche Verbindung; nach einigen Quellen soll sie sogar die Initiatorin und Richard der gehorsame Sohn gewesen sein. Der Hof von Navarra stimmte dem Eheprojekt zu. Die Braut erhielt von ihrem Vater als Mitgift die strategisch wichtigen Burgen Saint-Jean-Pied-de-Port und Roquebrune sowie von ihrem Gatten als Wittum die Gascogne südlich der Garonne. Nach Eleonores Tod sollte deren Mitgift in Nordfrankreich und England als Wittum an Berengaria fallen.
Eleonore eskortierte Berengaria über die Alpen nach Italien. Im Februar 1191 kamen die beiden Frauen in Neapel an. Da Richard jedoch bereits 1168 mit Alix, der Schwester Philipps II. August, verlobt worden war, musste diese Bindung erst aufgelöst werden. Darüber kam es zum Disput zwischen Richard und dem Kapetinger, der erneut, aber vergeblich eine Verheiratung Richards mit Alix forderte.
Laut dem englischen Chronisten Roger von Hoveden schickte Philipp August den Herzog von Burgund zu Tankred, um diesen angeblich über Richards vermeintlich feindselige Haltung zu informieren sowie über Richards Absicht, Sizilien zu erobern. Im Februar 1191 erlaubten Tankreds Leute Eleonore und Berengaria nicht, in Messina anzulegen, da sie ein zu großes Gefolge bei sich hätten. Die königlichen Damen mussten daher zunächst ein Quartier in Brindisi beziehen. Richard wurde daraufhin persönlich bei Tankred vorstellig und konnte das Einvernehmen wiederherstellen. Tankred soll Richard Philipps geheime Informationen mitgeteilt und Richard dann Philipp damit konfrontiert haben, worauf es zum Eklat gekommen sei. Richard habe erklärt, er könne keine Ehe mit Alix eingehen, da diese früher ein Verhältnis mit seinem Vater Heinrich II. unterhalten hätte. Viele Einzelheiten von Hovedens Bericht sind mangels anderer Quellen nicht verifizierbar.
Der französische Chronist Rigord berichtet, dass der französische König Mitte März 1191  Richard zu einem raschen Aufbruch gedrängt habe. Entweder solle er mit ihm noch vor Berengarias Ankunft Sizilien verlassen und sich zum Kreuzzug aufmachen oder, falls er bleibe, Alix heiraten. Richard habe diese Forderungen abgelehnt.
Jedenfalls stellte der Kapetinger schließlich Richard frei, nach Belieben zu heiraten. Am 30. März 1191 verließ Philipp August Sizilien in Richtung Tyrus, am gleichen Tag, an dem Eleonore und Berengaria mit einem Schiff, das Richard ihnen nach Reggio geschickt hatte, in Messina einliefen. Da gerade Fastenzeit war, wurde die Heirat verschoben. Eleonore kehrte nach Westfrankreich zurück, wo sie Richard während seiner Abwesenheit als Regentin vertrat; Berengaria und Johanna blieben im Gefolge Richards.

### Heirat während des Dritten Kreuzzuges
Als Richards Flotte am 10. April 1191 Messina verließ, war Berengaria auf einem anderen Schiff als der König untergebracht, da die beiden noch nicht verheiratet waren. Seine künftige Braut befand sich zusammen mit seiner Schwester Johanna auf einem unter dem Kommando Roberts of Thornham stehenden, festgebauten, aber langsamen Wasserfahrzeug. Schiffe dieses Typs wurden „busciae“ oder ähnlich genannt. Mit zwei Begleitschiffen fuhren die königlichen Damen der Hauptflotte etwas voraus, von der sie im Laufe der Reise aufgrund ihres langsameren Tempos wieder eingeholt werden würden. Johanna und Berengaria waren etwa gleichaltrig und wurden rasch lebenslange Freundinnen.
Bei der Überfahrt zum Heiligen Land geriet Richards Flotte am 12. April 1191 in einen Sturm. Der kleine Schiffskonvoi der königlichen Frauen wurde nach Zypern abgetrieben, wo die Begleitschiffe nahe Limassol am 24. April kenterten. Die Überlebenden, die sich ans Land retteten, wurden von den Zyprioten gefangen genommen und ihrer Habe beraubt, konnten sich aber selbst befreien. Laut dem Itinerarium peregrinorum et gesta regis Ricardi erschien der selbsternannte, den Kreuzfahrern feindlich gesinnte zyprische Kaiser Isaak Komnenos erst acht Tage nach dem Schiffbruch am Schauplatz. Er ordnete eine Aufstellung eines Heeres in Küstennähe an, um eine mögliche Landung von Richards Heer zu verhindern. Andererseits lud er Berengaria und Johanna, deren Schiff unbeschädigt war, nach Limassol ein. Aus Furcht, dort ebenfalls gefangen genommen zu werden, lehnten sie das Angebot ab. Johanna begründete diese Maßnahme gegenüber Isaak mit der Behauptung, sie dürfe das Schiff nicht ohne die Erlaubnis ihres Bruders verlassen. Sie wartete mit Berengaria vor der Küste Zyperns auf die Ankunft Richards.

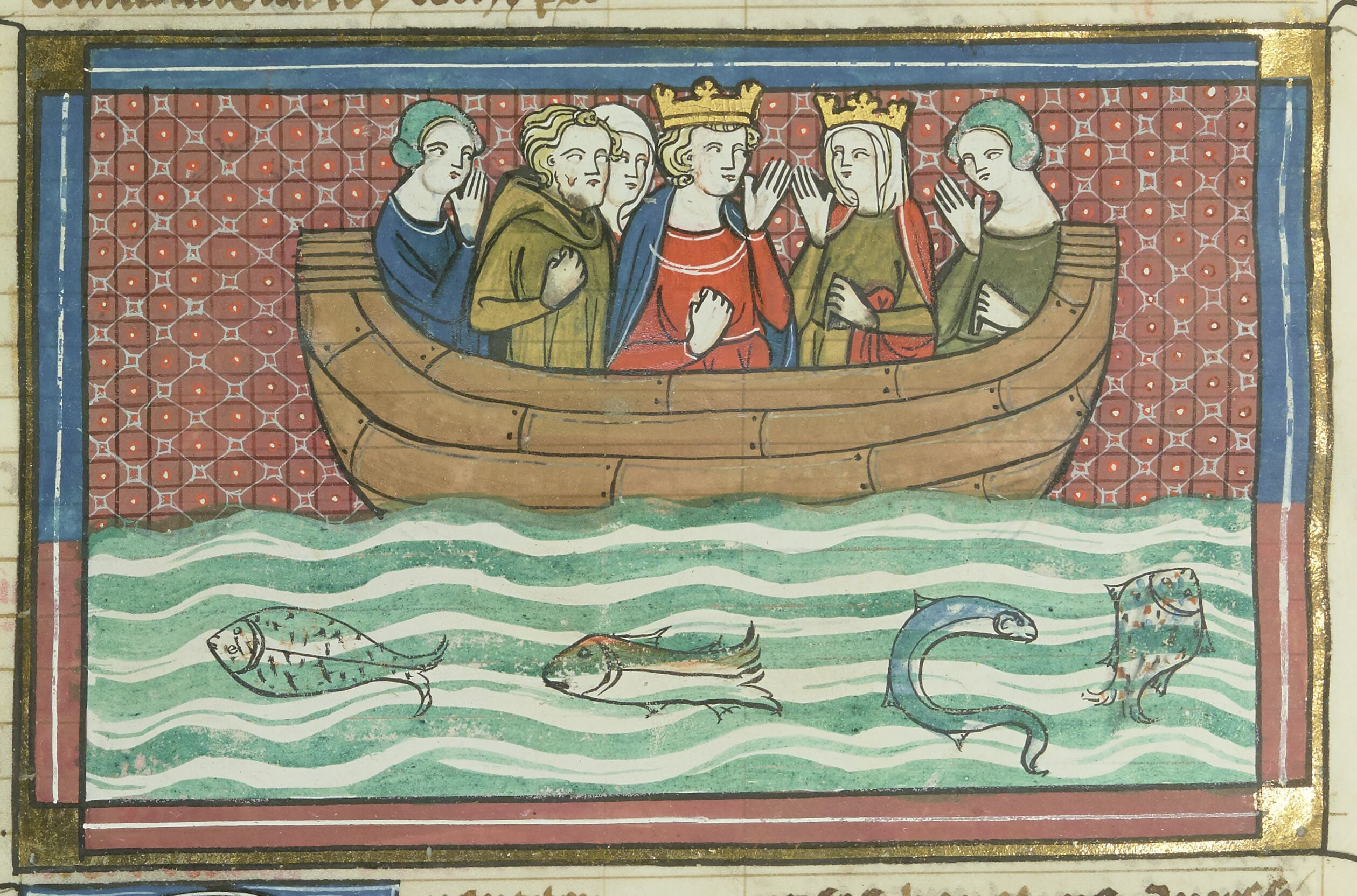
Richard und Berengaria auf dem Weg von Zypern ins Heilige Land (1337)

Die Chronique d’Ernoul und L’Estoire de Eracles behaupten, dass sich Isaak nun mit Gewalt der vornehmen Damen zu bemächtigen suchte. Jedenfalls kam der englische König rechtzeitig zu ihrer Hilfe an. Er war am 17. April auf Kreta und am 22. April auf Rhodos gelandet, wo er bis zum 1. Mai blieb. Schließlich traf er am 6. Mai vor Zypern ein und eroberte Limassol. In der dortigen St.-Georgs-Kapelle wurde er an einem Sonntag, dem 12. Mai 1191, durch seinen Kaplan Nicolas, nachmaligem Bischof von Le Mans, mit Berengaria verheiratet. Die Braut trug bei dieser Festlichkeit ein weißes Kleid, darüber einen Umhang aus Brokat sowie einen ihr Haar bedeckenden weißen Schleier. Sie wurde sodann vom Bischof Jean von Évreux zur Königin von England gekrönt. Bald nach seiner Hochzeit bekam Richard die gesamte Insel in seine Gewalt und Isaak ergab sich ihm am 31. Mai oder 1. Juni. Die Tochter des Kaisers, deren Namen nicht überliefert ist, wurde gefangen genommen. Richard vertraute sie seiner Schwester und Gattin zur Erziehung an. Das Mädchen gehörte auf dem weiteren Kreuzzug zu Johannas Gefolge.

### Königin von England

#### Weiterer Verlauf des Kreuzzugs
Über Berengarias Rolle während des weiteren Verlaufs des Kreuzzuges wird wenig berichtet, sie sah ihren Ehemann ziemlich selten. Am 1. Juni 1191 segelte sie mit Johanna von Zypern nach Akkon. König Richard fuhr mit seiner Flotte erst am 5. Juni von Famagusta ab und traf am 8. Juni im Lager vor Akkon ein. Berengaria wohnte der Belagerung Akkons bei, das sich am 12. Juli ergeben musste und in eine englische und eine französische Besatzungszone aufgeteilt wurde. Als Richard am 21. Juli erstmals die eroberte Stadt betrat, bezog er mit Johanna, Berengaria und Isaaks Tochter im Königspalast Quartier. Nach einem Gemetzel an muslimischen Gefangenen brach Richard am 22. August von Akkon auf und focht mehrere Kämpfe mit Truppen Saladins aus. Berengaria und Johanna blieben bis Oktober in der Obhut von Stephan von Longchamp und Bertram de Verdon in Akkon. Dann residierten sie in Jaffa sowie zu Weihnachten in Latrun.

#### Gefangenschaft Richards
Nach einem nicht sehr erfolgreichen Verlauf des Kreuzzuges schloss Richard mit Saladin einen Friedensvertrag und reiste nach Akkon. Von dort aus ließ er am 29. September 1192 Berengaria und Johanna an Bord eines Schiffes gehen, das sie zurück ins Abendland bringen sollte; er selbst machte sich am 9. Oktober auf den Rückweg. Während die beiden Frauen sicher in Brindisi landeten und nach Rom weiterreisten, hatte Richard weniger Glück. Er wurde im Dezember 1192 nahe Wien von seinem Feind, dem österreichischen Herzog Leopold V. gefangen genommen, der ihn an den deutschen Kaiser Heinrich VI. auslieferte. Dieser sperrte Richard u. a. auf dem Trifels ein. Berengaria und Johanna, die von Papst Coelestin III. zuvorkommend empfangen worden waren, blieben aus Angst vor dem deutschen Kaiser sechs Monate in Rom. Dann baten sie den Papst, ihnen für die Reise nach Frankreich Begleitschutz zur Verfügung zu stellen. Ein Kardinal geleitete sie daraufhin über Pisa und Genua nach Marseille. Von dort reisten sie zuerst mit König Alfons II. von Aragón und dann mit Graf Raimund von Toulouse nach Poitou, wo sie etwa Mitte 1193 ankamen.

#### Politische Bedeutung
Richard wurde erst nach Zahlung eines großen Lösegeldes im Februar 1194 seiner Mutter Eleonore übergeben und kehrte in sein Reich zurück, lebte aber nicht mit seiner Gattin zusammen. Die Gründe für diese offensichtliche Entfremdung sind unbekannt. Manche Historiker vermuteten, dass die englische Königin unfruchtbar gewesen sei. Politisch stand Berengaria im Schatten der Königinmutter Eleonore und spielte keine Rolle bei der Regierung Englands, wo Richard fast dauernd abwesend war. 1195 soll ein Eremit den englischen König ob seines sündigen Lebens an den Fall Sodoms als warnendes Beispiel erinnert haben und Richard anschließend ernsthaft krank geworden sein, woraufhin er seine Gemahlin zurückgerufen und öffentlich eine Beichte abgelegt habe. Am 4. April 1195 sah er Berengaria in Le Mans wieder und die Weihnachten 1195 verbrachte das Paar gemeinsam in Poitiers. Ob sich die Eheleute sonst noch sahen, ist nicht überliefert. Auch ob die Ehe je vollzogen wurde, ist unklar; sie blieb jedenfalls kinderlos. Nachdem Richard bei der Belagerung von Châlus durch einen Pfeil tödlich verwundet worden war, starb er am 6. April 1199 in den Armen seiner Mutter Eleonore. Berengaria war hingegen nicht bei ihrem sterbenden Gemahl anwesend. Es gibt keine Briefe von ihr oder andere Quellen, die belegen würden, wie sie Richards Tod aufnahm. Berengaria hat während Richards Lebenszeit England nie betreten, da Richard während ihrer gesamten Ehe nur für 6 Monate englischen Boden betreten hat. Daher trifft die traditionelle Bezeichnung: „Die einzige englische Königin, die niemals einen Fuß in ihr Land gesetzt hat“ für sie im wahrsten Sinne zu. Jedoch gibt es Hinweise, dass sie sich als Witwe kurzzeitig in England aufgehalten hat.

### Witwenzeit und Tod
Nach Richards Tod bemühte sich Berengaria hartnäckig, die Zahlung der Pension durchzusetzen, die sie als ehemalige, verwitwete Königin erhalten sollte. Sie schickte mehrmals Boten mit entsprechenden Forderungen nach England, doch König Johann Ohneland, der seinem Bruder Richard gefolgt war, erfüllte ihre Forderungen nicht. Auf politischen Druck traf er Berengaria 1201 in Chinon und versprach ihr die nordfranzösische Stadt Bayeux, zwei Burgen im Anjou und eine jährliche Zahlung von 1000 Mark, doch löste er dann sein Versprechen nicht ein. Am 1. April 1204 starb die Königinwitwe Eleonore und ihre Mitgift sollte an Berengaria fallen. Der französische König Philipp August übergab nun Berengaria Le Mans samt zugehörigem Territorium als Wittum, wofür sie auf weitere Ansprüche verzichtete. Seitdem hielt sie sich meist in Le Mans auf. Innozenz III. unterstützte ihre Geldforderungen, die sie an Johann stellte. Der Papst schrieb dem englischen König in dieser Sache mehrere Briefe und bedrohte ihn mit einem Interdikt, falls er nicht zahle. 1215 schlossen die Streitparteien schließlich einen Vergleich, doch als Johann im nächsten Jahr starb, schuldete er Berengaria nach ihren Angaben noch mehr als 4000 Pfund. Die Regierung für den minderjährigen Sohn des verstorbenen Königs, den damals neunjährigen Heinrich III., kam aber den Zahlungsverpflichtungen nach, und seit 1217 erhielt Berengaria die ihr zustehende Rente.
In Le Mans machte sich Berengaria vor allem durch die Unterstützung der Geistlichkeit und Kirchen verdient. 1226 war sie Miterbin der Güter ihres entfernten Verwandten Wilhelm, Bischof von Chalons. 1228 gründete sie die Zisterzienserabtei L’Épau in unmittelbarer Umgebung von Le Mans, lebte nach deren Fertigstellung in dieser Abtei und wurde dort nach ihrem Tod 1230 in einem prächtigen Grabmal bestattet. Heute befinden sich ihre sterblichen Überreste in der Kathedrale von Le Mans.

## Vorfahren
| Ramiro Sánchez von Navarra | Ramiro Sánchez von Navarra | Ramiro Sánchez von Navarra | Ramiro Sánchez von Navarra | Ramiro Sánchez von Navarra | Ramiro Sánchez von Navarra |                       |                       | Cristina Rodríguez    | Cristina Rodríguez    | Cristina Rodríguez | Cristina Rodríguez | Cristina Rodríguez     | Cristina Rodríguez     |                        |                        | Gilbert de l’Aigle     | Gilbert de l’Aigle     | Gilbert de l’Aigle | Gilbert de l’Aigle | Gilbert de l’Aigle    | Gilbert de l’Aigle    |                       |                       | Juliane du LePerche   | Juliane du LePerche   | Juliane du LePerche | Juliane du LePerche | Juliane du LePerche    | Juliane du LePerche |  |  | Raimund von Burgund | Raimund von Burgund | Raimund von Burgund | Raimund von Burgund | Raimund von Burgund                | Raimund von Burgund                |                                    |                                    | Urraca von León                    | Urraca von León                    | Urraca von León | Urraca von León | Urraca von León      | Urraca von León      |                      |                      | Raimund Berengar III. Graf von Barcelona | Raimund Berengar III. Graf von Barcelona | Raimund Berengar III. Graf von Barcelona | Raimund Berengar III. Graf von Barcelona | Raimund Berengar III. Graf von Barcelona | Raimund Berengar III. Graf von Barcelona |                          |                          | Douce von Provence       | Douce von Provence       | Douce von Provence | Douce von Provence | Douce von Provence | Douce von Provence |
| Ramiro Sánchez von Navarra | Ramiro Sánchez von Navarra | Ramiro Sánchez von Navarra | Ramiro Sánchez von Navarra | Ramiro Sánchez von Navarra | Ramiro Sánchez von Navarra |                       |                       | Cristina Rodríguez    | Cristina Rodríguez    | Cristina Rodríguez | Cristina Rodríguez | Cristina Rodríguez     | Cristina Rodríguez     |                        |                        | Gilbert de l’Aigle     | Gilbert de l’Aigle     | Gilbert de l’Aigle | Gilbert de l’Aigle | Gilbert de l’Aigle    | Gilbert de l’Aigle    |                       |                       | Juliane du LePerche   | Juliane du LePerche   | Juliane du LePerche | Juliane du LePerche | Juliane du LePerche    | Juliane du LePerche |  |  | Raimund von Burgund | Raimund von Burgund | Raimund von Burgund | Raimund von Burgund | Raimund von Burgund                | Raimund von Burgund                |                                    |                                    | Urraca von León                    | Urraca von León                    | Urraca von León | Urraca von León | Urraca von León      | Urraca von León      |                      |                      | Raimund Berengar III. Graf von Barcelona | Raimund Berengar III. Graf von Barcelona | Raimund Berengar III. Graf von Barcelona | Raimund Berengar III. Graf von Barcelona | Raimund Berengar III. Graf von Barcelona | Raimund Berengar III. Graf von Barcelona |                          |                          | Douce von Provence       | Douce von Provence       | Douce von Provence | Douce von Provence | Douce von Provence | Douce von Provence |
|                            |                            |                            |                            |                            |                            |                       |                       |                       |                       |                    |                    |                        |                        |                        |                        |                        |                        |                    |                    |                       |                       |                       |                       |                       |                       |                     |                     |                        |                     |  |  |                     |                     |                     |                     |                                    |                                    |                                    |                                    |                                    |                                    |                 |                 |                      |                      |                      |                      |                                          |                                          |                                          |                                          |                                          |                                          |                          |                          |                          |                          |                    |                    |                    |                    |
|                            |                            |                            |                            | García IV.von Navarra      | García IV.von Navarra      | García IV.von Navarra | García IV.von Navarra | García IV.von Navarra | García IV.von Navarra |                    |                    |                        |                        |                        |                        |                        |                        |                    |                    | Marguerite de l’Aigle | Marguerite de l’Aigle | Marguerite de l’Aigle | Marguerite de l’Aigle | Marguerite de l’Aigle | Marguerite de l’Aigle |                     |                     |                        |                     |  |  |                     |                     |                     |                     | Alfons VII. von León und Kastilien | Alfons VII. von León und Kastilien | Alfons VII. von León und Kastilien | Alfons VII. von León und Kastilien | Alfons VII. von León und Kastilien | Alfons VII. von León und Kastilien |                 |                 |                      |                      |                      |                      |                                          |                                          |                                          |                                          | Berenguela von Barcelona                 | Berenguela von Barcelona                 | Berenguela von Barcelona | Berenguela von Barcelona | Berenguela von Barcelona | Berenguela von Barcelona |                    |                    |                    |                    |
|                            |                            |                            |                            | García IV.von Navarra      | García IV.von Navarra      | García IV.von Navarra | García IV.von Navarra | García IV.von Navarra | García IV.von Navarra |                    |                    |                        |                        |                        |                        |                        |                        |                    |                    | Marguerite de l’Aigle | Marguerite de l’Aigle | Marguerite de l’Aigle | Marguerite de l’Aigle | Marguerite de l’Aigle | Marguerite de l’Aigle |                     |                     |                        |                     |  |  |                     |                     |                     |                     | Alfons VII. von León und Kastilien | Alfons VII. von León und Kastilien | Alfons VII. von León und Kastilien | Alfons VII. von León und Kastilien | Alfons VII. von León und Kastilien | Alfons VII. von León und Kastilien |                 |                 |                      |                      |                      |                      |                                          |                                          |                                          |                                          | Berenguela von Barcelona                 | Berenguela von Barcelona                 | Berenguela von Barcelona | Berenguela von Barcelona | Berenguela von Barcelona | Berenguela von Barcelona |                    |                    |                    |                    |
|                            |                            |                            |                            |                            |                            |                       |                       |                       |                       |                    |                    |                        |                        |                        |                        |                        |                        |                    |                    |                       |                       |                       |                       |                       |                       |                     |                     |                        |                     |  |  |                     |                     |                     |                     |                                    |                                    |                                    |                                    |                                    |                                    |                 |                 |                      |                      |                      |                      |                                          |                                          |                                          |                                          |                                          |                                          |                          |                          |                          |                          |                    |                    |                    |                    |
|                            |                            |                            |                            |                            |                            |                       |                       |                       |                       |                    |                    | Sancho VI. von Navarra | Sancho VI. von Navarra | Sancho VI. von Navarra | Sancho VI. von Navarra | Sancho VI. von Navarra | Sancho VI. von Navarra |                    |                    |                       |                       |                       |                       |                       |                       |                     |                     |                        |                     |  |  |                     |                     |                     |                     |                                    |                                    |                                    |                                    |                                    |                                    |                 |                 | Sancha von Kastilien | Sancha von Kastilien | Sancha von Kastilien | Sancha von Kastilien | Sancha von Kastilien                     | Sancha von Kastilien                     |                                          |                                          |                                          |                                          |                          |                          |                          |                          |                    |                    |                    |                    |
|                            |                            |                            |                            |                            |                            |                       |                       |                       |                       |                    |                    | Sancho VI. von Navarra | Sancho VI. von Navarra | Sancho VI. von Navarra | Sancho VI. von Navarra | Sancho VI. von Navarra | Sancho VI. von Navarra |                    |                    |                       |                       |                       |                       |                       |                       |                     |                     |                        |                     |  |  |                     |                     |                     |                     |                                    |                                    |                                    |                                    |                                    |                                    |                 |                 | Sancha von Kastilien | Sancha von Kastilien | Sancha von Kastilien | Sancha von Kastilien | Sancha von Kastilien                     | Sancha von Kastilien                     |                                          |                                          |                                          |                                          |                          |                          |                          |                          |                    |                    |                    |                    |
|                            |                            |                            |                            |                            |                            |                       |                       |                       |                       |                    |                    |                        |                        |                        |                        |                        |                        |                    |                    |                       |                       |                       |                       |                       |                       |                     |                     |                        |                     |  |  |                     |                     |                     |                     |                                    |                                    |                                    |                                    |                                    |                                    |                 |                 |                      |                      |                      |                      |                                          |                                          |                                          |                                          |                                          |                                          |                          |                          |                          |                          |                    |                    |                    |                    |
|                            |                            |                            |                            |                            |                            |                       |                       |                       |                       |                    |                    |                        |                        |                        |                        |                        |                        |                    |                    |                       |                       |                       |                       |                       |                       |                     |                     | Berengaria von Navarra |                     |  |  |                     |                     |                     |                     |                                    |                                    |                                    |                                    |                                    |                                    |                 |                 |                      |                      |                      |                      |                                          |                                          |                                          |                                          |                                          |                                          |                          |                          |                          |                          |                    |                    |                    |                    |